# 1994-es közgyűlési választások Békés megyében
Az 1994-es megyei közgyűlési választásokat december 11-én bonyolították le, az általános önkormányzati választások részeként.
Békés megyében közel százhúszezer polgár, a szavazásra jogosultak jóval kevesebb mint a fele ment el szavazni. A szavazók tizenkét szervezet jelöltjei közül választhattak.
Első helyen a szocialisták végeztek, tizennégy közgyűlési helyet szerezve meg. A kisgazdák kilenc, a szabaddemokraták hat helyhez jutottak. A középmezőnyben a KDNP és az MDF közös listája szerepelt négy elnyert mandátummal, mögöttük a Munkáspárt és a fiatal demokraták következtek, három illetve két képviselői székkel. Bejutott még a Nagycsaládosok Országos Szövetsége és a megyei polgármesterek egy-egy megbízottja is.
A közgyűlés elnökévé a hivatalban lévő Simon Imrét, az MSZP kistelepülési listavezetőjét választották.

## A választás rendszere
A megyei közgyűlési választásokat az országosan megrendezett általános önkormányzati választások részeként tartották meg. A szavazók a településük polgármesterére és a helyi képviselőkre is ekkor adhatták le a szavazataikat.
1994 őszén az országgyűlés alapvetően megváltoztatta a megyei közgyűlésekre vonatkozó választási eljárást.
A közgyűlési választásokon a községek, nagyközségek és városok polgárai szavazhattak. A megyei jogú városban élők – mivel nem tartoztak a megye joghatósága alá – nem vettek részt a megyei közgyűlés megválasztásában.
A megye területét két választókerületre osztották, az egyikbe a legfeljebb 10 ezer lakóval bíró kistelepülések, a másikba az ennél népesebb középvárosok tartoztak. A választásokon pártok, társadalmi, ill. nemzetiség szervezetek állíthattak listákat. A szavazatokat a két választókerületben külön-külön számolták össze és osztották el arányosan az adott kerületben az érvényes szavazatok 4%-át elérő szervezetek között.

### Választókerületek
|                                  | Település | Lakó    | Választó- polgár | Megyei képviselő |
| -------------------------------- | --------- | ------- | ---------------- | ---------------- |
| Kistelepülések 10 ezer lakóig    | 66        | 190 731 | 146 877          | 22               |
| Középvárosok 10 ezer lakó fölött | 8         | 160 686 | 123 625          | 18               |
| Közgyűlési választókerületek     | 74        | 351 417 | 270 502          | 40               |
| Megyei jogú város Békéscsaba     | 1         | 67 896  | (53 030)         | –                |
| Összesen                         | 75        | 419 313 | (323 532)        | 40               |

Békés megyében a közgyűlés létszáma 40 fő volt. A kistelepülési választókerületben 22, a középvárosiban pedig 18 képviselőt választhattak meg. Békéscsaba, mint megyei jogú város nem tartozott a megye joghatósága alá, s így polgáraik nem is szavazhattak a megye önkormányzatának összetételéről.
A közgyűlést a megye 62 községének és nagyközségének, illetve tizenkét városának polgárai választhatták meg.  A városok közül azonban csak nyolcban éltek tízezernél többen, így csak ez a nyolc tartozott a középvárosi választókerületbe.
A választásra jogosult polgárok száma 271 ezer volt. A polgárok szűk egyötöde lakott háromezer fősnél kisebb községekben, míg 45%-uk tízezer fősnél népesebb városokban élt.
A legkevesebb választópolgár a keleti államhatár mentén fekvő Újszalonta (129) községben élt, míg a legtöbb Orosháza városában lakott (26 865).
| A közgyűlési választók eloszlása településméret szerint | A közgyűlési választók eloszlása településméret szerint | A közgyűlési választók eloszlása településméret szerint | A közgyűlési választók eloszlása településméret szerint | A közgyűlési választók eloszlása településméret szerint       | A közgyűlési választók eloszlása településméret szerint    |
| Településméret (lakók száma)                            | Településméret (lakók száma)                            | Település                                               | Választójogosult                                        | Választójogosult                                              | Megjegyzés                                                 |
| ------------------------------------------------------- | ------------------------------------------------------- | ------------------------------------------------------- | ------------------------------------------------------- | ------------------------------------------------------------- | ---------------------------------------------------------- |
|                                                         |                                                         |                                                         |                                                         |                                                               |                                                            |
| Kistelepülési választókerület                           |                                                         |                                                         |                                                         |                                                               |                                                            |
|                                                         | 1 – 1 300                                               | 17                                                      | 9 615                                                   | 3,55%                                                         | legkisebb község: Újszalonta                               |
| 1 301 – 3 000                                           | 27                                                      | 41 563                                                  | 15,37%                                                  |                                                               |                                                            |
| 3 001 – 5 000                                           | 9                                                       | 27 254                                                  | 10,08%                                                  |                                                               |                                                            |
| 5 001 – 10 000                                          | 13                                                      | 68 445                                                  | 25,30%                                                  | város: Mezőhegyes, Battonya, Tótkomlós (1993), Mezőkovácsháza |                                                            |
|                                                         |                                                         | 66                                                      | 146 877                                                 | 54,30%                                                        |                                                            |
|                                                         |                                                         |                                                         |                                                         |                                                               |                                                            |
| Középvárosi választókerület                             |                                                         |                                                         |                                                         |                                                               |                                                            |
|                                                         | 10 000 – 25 000                                         | 6                                                       | 70 348                                                  | 26,01%                                                        | Szeghalom, Sarkad, Mezőberény, Gyomaendrőd, Szarvas, Békés |
| 25 000 fölött                                           | 2                                                       | 53 277                                                  | 19,70%                                                  | Gyula, Orosháza                                               |                                                            |
|                                                         |                                                         | 8                                                       | 123 625                                                 | 45,70%                                                        |                                                            |
|                                                         |                                                         |                                                         |                                                         |                                                               |                                                            |
| Összesen                                                | Összesen                                                | 74                                                      | 270 502                                                 | 100%                                                          |                                                            |

## Előzmények

### 1990/91, az első közgyűlés
1990-ben a megyei közgyűléseket közvetett módon választották meg. A választás módjából fakadóan az eredmények párterőviszonyok kifejezésére nem voltak alkalmasak.
Az önkormányzati rendszer átalakulását követően az első közgyűlés alakuló ülésére december 28-án került sor. Az elnök és az elnökhelyettesek megválasztásához kétharmados többségre volt szükség. A parázs vitákkal tarkított ülésen végül nem sikerült elnököt választani. A második ülést január 14-ére hívták össze. Ezen is csak hosszas egyeztetések után sikerült zöldágra vergődni a megye vezetését illetően. A közgyűlés elnökévé végül Simon Imrét (MSZP, Békéscsaba) választották, az általános főállású elnökhelyettesi posztra Jeszenszky Géza (FKgP, Gyula, névrokona az Antall-kormány MDF-es külügyminiszterének), társadalmi megbízatású helyetteseknek pedig Cservenák Pál (FKgP, Mezőberény), Kincses Sándor (SZDSZ, Szeghalom) és Szilágyi Menyhért (független, Csorvás) nyerte el a képviselők bizalmát.
Simon Imre földrajztudós, 1970 óta MSZMP tag. Az 1990-es tavaszi országgyűlés választásokon az MSZP jelöltje, de mandátumot nem szerez. Az őszi önkormányzati választásokon Békéscsabán választják képviselővé a szocialisták színeiben. A megyei közgyűlési elnökké választása után a békéscsabai képviselőségéről lemond.

## Jelöltállítás
Tizenkettő szervezet vett részt a jelöltállítási folyamatban. A kistelepülési választókerületben 11, a középvárosiban 7 listát állítottak, a jelöltek száma összesen 260 volt (159+101).
A listák döntő részét az országos pártok állították, és a jelöltek javarésze is az ő listáikon szerepelt. Nyolc országos párt mellett három társadalmi és egy nemzetiségi szervezet vett részt a jelöltállítási folyamatban.

### Listák
Lista állításához mind a két választókerületben külön-külön kellett ajánlásokat gyűjteni. Ezen a választáson a többes ajánlás volt érvényben, ami szerint egy választópolgár több listára is adhatott ajánlást. Az ajánlások gyűjtésére bő két hét állt rendelkezésre – november 6. és 21. között. Ez alatt az idő alatt a választókerületi polgárok 0,5%-ának ajánlását kellett megszerezni. A Békés megyei kistelepülési választókerületben ez 735, a középvárosiban 619 ajánlást jelentett. Lehetőség volt önálló és közös listák állítására is. A közös listák esetében ugyanannyi ajánlásra volt szükség, mint az önállóak esetében. Arra is volt lehetőség, hogy egy szervezet csak az egyik választókerületben állítson listát.
| Kistelepülési választókerület         | Kistelepülési választókerület | Kistelepülési választókerület | Kistelepülési választókerület | Szervezet    | Szervezet                                                | Szervezet    | Szervezet    | Középvárosi választókerület | Középvárosi választókerület | Középvárosi választókerület | Középvárosi választókerület |
| #.                                    | lista neve                    | típusa                        | jelöltek száma                |              | neve                                                     | jellege      | hatóköre     | #.                          | lista neve                  | típusa                      | jelöltek száma              |
| ------------------------------------- | ----------------------------- | ----------------------------- | ----------------------------- | ------------ | -------------------------------------------------------- | ------------ | ------------ | --------------------------- | --------------------------- | --------------------------- | --------------------------- |
| társadalmi és nemzetiségi szervezetek |                               |                               |                               |              |                                                          |              |              |                             |                             |                             |                             |
| 2.                                    | Cs.apácai Gazdakör            | önálló                        | 5                             |              | Csanádapácai Gazdakör                                    | társ.        | helyi        |                             |                             |                             |                             |
| 4.                                    | Cigánylakosok                 | önálló                        | 5                             |              | Békés Megyei Cigánylakosok Egyesülete                    | nemz.        | megye        |                             |                             |                             |                             |
| 8.                                    | Polgármesterek                | önálló                        | 10                            |              | Kistelepülések Polgármestereinek Békés Megyei Egyesülete | társ.        | megye        |                             |                             |                             |                             |
| 3.                                    | NOE                           | önálló                        | 3                             |              | Nagycsaládosok Országos Egyesülete                       | társ.        | országos     | 2.                          | NOE                         | önálló                      | 5                           |
| országos pártok                       |                               |                               |                               |              |                                                          |              |              |                             |                             |                             |                             |
| 10.                                   | MSZDP                         | önálló                        | 15                            |              | Magyarországi Szociáldemokrata Párt                      | párt         | országos     |                             |                             |                             |                             |
| 5.                                    | Munkáspárt                    | önálló                        | 13                            |              | Munkáspárt                                               | párt         | országos     | 5.                          | Munkáspárt                  | önálló                      | 11                          |
| 11.                                   | Fidesz                        | önálló                        | 10                            |              | Fiatal Demokraták Szövetsége                             | párt         | országos     | 1.                          | Fidesz                      | önálló                      | 10                          |
| 7.                                    | SZDSZ                         | önálló                        | 20                            |              | Szabad Demokraták Szövetsége                             | párt         | országos     | 3.                          | SZDSZ                       | önálló                      | 16                          |
| 9.                                    | KDNP-MDF                      | közös                         | 22                            |              | Kereszténydemokrata Néppárt                              | párt         | országos     | 7.                          | KDNP-MDF                    | közös                       | 19                          |
| 9.                                    | KDNP-MDF                      | közös                         | 22                            |              | Magyar Demokrata Fórum                                   | párt         | országos     | 7.                          | KDNP-MDF                    | közös                       | 19                          |
| 6.                                    | FKGP                          | önálló                        | 23                            |              | Független Kisgazda-, Földmunkás- és Polgári Párt         | párt         | országos     | 6.                          | FKGP                        | önálló                      | 19                          |
| 1.                                    | MSZP                          | önálló                        | 33                            |              | Magyar Szocialista Párt                                  | párt         | országos     | 4.                          | MSZP                        | önálló                      | 21                          |
| 11 lista                              | 11 lista                      | 11 lista                      | 159                           | 12 szervezet | 12 szervezet                                             | 12 szervezet | 12 szervezet | 7 lista                     | 7 lista                     | 7 lista                     | 101                         |

### Jelöltek
| Kistelepülési választókerület | Lista | Lista              | Középvárosi választókerület |
| ----------------------------- | ----- | ------------------ | --------------------------- |
| Zsigmond Károly               |       | Cigánylakosok      |                             |
| Domokos Tibor                 |       | Cs.apácai Gazdakör |                             |
| Kecskeméti János              |       | Fidesz             | Domokos László              |
| Setény János                  |       | FKGP               | dr. Kepenyes János          |
| Pápai Zoltán                  |       | KDNP-MDF           | Markó István                |
| dr. Simon Imre                |       | MSZP               | Varga Zoltán                |
| Ágoston Sándor                |       | MSZDP              |                             |
| Dobróka János                 |       | Munkáspárt         | Bánhegyi József             |
| Vári Ferenc                   |       | NOE                | Dankó Pál                   |
| Szabó Miklós                  |       | Polgármesterek     |                             |
| Nagy Béla                     |       | SZDSZ              | Pelcsinszki Boleszláv       |
|                               |       |                    |                             |

| MSZP |
| --- |
| |
| dr. Simon Imre |
| Szűcs Károly |
| Kaszai János |
| Csizmadia Zoltán |
| Szilágyi Menyhért |
| \| További jelöltek \| \| --------------------------- \| \| Simon Mihály \| \| Sinka József \| \| Asztalos Józsefné \| \| Czifra János \| \| ifj. Hajdu János \| \| Hosszu Szilárd \| \| Nagy Mihály \| \| Kónya Mária \| \| dr. Baja János \| \| Gyúrós Pálné Kasza Erzsébet \| \| dr. Ruzsa György \| \| Kiss Horváth Sándorné \| \| Széplaki Zoltán \| \| Dán Márton \| \| Gyarmati Jánosné \| \| Szeljak György \| \| Takács Dezső \| \| Hegedüs Sándor \| \| Domsik Jánosné \| \| Szokola Béla \| \| Tóth Imre \| \| Ramasz Imre László \| \| Gábor Pál \| \| Földesi György \| \| Hocz István \| \| Pántya Imréné \| \| Fekécs András \| \| Gulyás György \| |
| További jelöltek |
| Simon Mihály |
| Sinka József |
| Asztalos Józsefné |
| Czifra János |
| ifj. Hajdu János |
| Hosszu Szilárd |
| Nagy Mihály |
| Kónya Mária |
| dr. Baja János |
| Gyúrós Pálné Kasza Erzsébet |
| dr. Ruzsa György |
| Kiss Horváth Sándorné |
| Széplaki Zoltán |
| Dán Márton |
| Gyarmati Jánosné |
| Szeljak György |
| Takács Dezső |
| Hegedüs Sándor |
| Domsik Jánosné |
| Szokola Béla |
| Tóth Imre |
| Ramasz Imre László |
| Gábor Pál |
| Földesi György |
| Hocz István |
| Pántya Imréné |
| Fekécs András |
| Gulyás György |

| További jelöltek            |
| --------------------------- |
| Simon Mihály                |
| Sinka József                |
| Asztalos Józsefné           |
| Czifra János                |
| ifj. Hajdu János            |
| Hosszu Szilárd              |
| Nagy Mihály                 |
| Kónya Mária                 |
| dr. Baja János              |
| Gyúrós Pálné Kasza Erzsébet |
| dr. Ruzsa György            |
| Kiss Horváth Sándorné       |
| Széplaki Zoltán             |
| Dán Márton                  |
| Gyarmati Jánosné            |
| Szeljak György              |
| Takács Dezső                |
| Hegedüs Sándor              |
| Domsik Jánosné              |
| Szokola Béla                |
| Tóth Imre                   |
| Ramasz Imre László          |
| Gábor Pál                   |
| Földesi György              |
| Hocz István                 |
| Pántya Imréné               |
| Fekécs András               |
| Gulyás György               |

| Cs.apácai Gazdakör |
| ------------------ |
|                    |
| Domokos Tibor      |
| Lopusni András     |
| Benke Mihály       |
| Békési Ferenc      |
| Frank Mihály       |

| NOE              |
| ---------------- |
|                  |
| Vári Ferenc      |
| Horváth Józsefné |
| Oláh József      |
|                  |
|                  |

| Cigánylakosok   |
| --------------- |
|                 |
| Zsigmond Károly |
| Mezei Kálmán    |
| Horváth Béla    |
| Rácz Rezső      |
| Lakatos Tibor   |

| Munkáspárt |
| --- |
| |
| Dobróka János |
| ifj. Gyuri István |
| ifj. Gazsó István |
| Hotya Péter |
| dr. Antal Mihály |
| \| További jelöltek \| \| ---------------- \| \| Papp Lajos \| \| Kovács Józsefné \| \| Zalai Antal \| \| Andrási Béla \| \| Gyebnár János \| \| Csizmadia János \| \| Száva László \| \| Fekete Márton \| |
| További jelöltek |
| Papp Lajos |
| Kovács Józsefné |
| Zalai Antal |
| Andrási Béla |
| Gyebnár János |
| Csizmadia János |
| Száva László |
| Fekete Márton |

| További jelöltek |
| ---------------- |
| Papp Lajos       |
| Kovács Józsefné  |
| Zalai Antal      |
| Andrási Béla     |
| Gyebnár János    |
| Csizmadia János  |
| Száva László     |
| Fekete Márton    |

| FKGP |
| --- |
| |
| Setény János |
| dr. Urbán Sándor |
| Pardi Gábor |
| dr. Nyerges Sándor |
| Nagy Lajos |
| \| További jelöltek \| \| ------------------------ \| \| Harsányi Dezsőné \| \| Szalai Lajos \| \| Steigervald György János \| \| Bozó Imre \| \| Laurinyecz Pál \| \| Gajdács János \| \| Nyist Ottó \| \| Petri József \| \| Kanács József \| \| Árgyelán Andrásné \| \| Oláh Béla \| \| Wolfarth Antal \| \| Szatmári Ferenc \| \| Váradi István \| \| Bankó Mihály \| \| Zsibrita László \| \| ifj. Borbély Demeter \| \| Fogarasi Mihály \| |
| További jelöltek |
| Harsányi Dezsőné |
| Szalai Lajos |
| Steigervald György János |
| Bozó Imre |
| Laurinyecz Pál |
| Gajdács János |
| Nyist Ottó |
| Petri József |
| Kanács József |
| Árgyelán Andrásné |
| Oláh Béla |
| Wolfarth Antal |
| Szatmári Ferenc |
| Váradi István |
| Bankó Mihály |
| Zsibrita László |
| ifj. Borbély Demeter |
| Fogarasi Mihály |

| További jelöltek         |
| ------------------------ |
| Harsányi Dezsőné         |
| Szalai Lajos             |
| Steigervald György János |
| Bozó Imre                |
| Laurinyecz Pál           |
| Gajdács János            |
| Nyist Ottó               |
| Petri József             |
| Kanács József            |
| Árgyelán Andrásné        |
| Oláh Béla                |
| Wolfarth Antal           |
| Szatmári Ferenc          |
| Váradi István            |
| Bankó Mihály             |
| Zsibrita László          |
| ifj. Borbély Demeter     |
| Fogarasi Mihály          |

| SZDSZ |
| --- |
| |
| Nagy Béla |
| Litauszky Zoltán |
| Nagy Mihály |
| Ramasz István |
| Visegrádi Gyula |
| \| További jelöltek \| \| ------------------------------- \| \| Földesi Géza \| \| dr. Bartóki László \| \| Marosvölgyiné Gorjánác Magdolna \| \| Mrena Balázsné \| \| dr. Bagi Károly \| \| Beregszászi István \| \| Szelezsán Péter \| \| Mengyán András \| \| Csicsely György \| \| Sovány Pál \| \| Benedek Sándor \| \| dr. Elesoné Juhász Aranka \| \| Kiss Zoltán \| \| Tóth Lajos \| \| Kovács János \| |
| További jelöltek |
| Földesi Géza |
| dr. Bartóki László |
| Marosvölgyiné Gorjánác Magdolna |
| Mrena Balázsné |
| dr. Bagi Károly |
| Beregszászi István |
| Szelezsán Péter |
| Mengyán András |
| Csicsely György |
| Sovány Pál |
| Benedek Sándor |
| dr. Elesoné Juhász Aranka |
| Kiss Zoltán |
| Tóth Lajos |
| Kovács János |

| További jelöltek                |
| ------------------------------- |
| Földesi Géza                    |
| dr. Bartóki László              |
| Marosvölgyiné Gorjánác Magdolna |
| Mrena Balázsné                  |
| dr. Bagi Károly                 |
| Beregszászi István              |
| Szelezsán Péter                 |
| Mengyán András                  |
| Csicsely György                 |
| Sovány Pál                      |
| Benedek Sándor                  |
| dr. Elesoné Juhász Aranka       |
| Kiss Zoltán                     |
| Tóth Lajos                      |
| Kovács János                    |

| Polgármesterek |
| --- |
| |
| Szabó Miklós |
| Kiss Zoltán |
| Kozinszky Zoltánné |
| Kassai Béla |
| Pap Tibor |
| \| További jelöltek \| \| ------------------ \| \| Köböl András \| \| Frankó János \| \| Nagy György Miklós \| \| Juhász Pál \| \| Komáromi Gábor \| |
| További jelöltek |
| Köböl András |
| Frankó János |
| Nagy György Miklós |
| Juhász Pál |
| Komáromi Gábor |

| További jelöltek   |
| ------------------ |
| Köböl András       |
| Frankó János       |
| Nagy György Miklós |
| Juhász Pál         |
| Komáromi Gábor     |

| KDNP-MDF |
| --- |
| |
| Pápai Zoltán |
| Szebellédi Zoltán |
| dr. Prozlik László |
| Dócs Zoltán |
| Ambrus Attiláné |
| \| További jelöltek \| \| ----------------- \| \| Hanzéros János \| \| Nagy András \| \| Klemm István \| \| Csorba János \| \| Naszluhácz Géza \| \| Juhász Sándor \| \| Gyöngyi Béla \| \| dr. Sárosi Tibor \| \| Kurunczi Zoltánné \| \| Lezsák Károly \| \| dr. Péter Sándor \| \| Jeszenszky Attila \| \| Hovorka István \| \| Otlec Sándor \| \| Petrovszki Mihály \| \| Gálfi László \| \| Horváth Róbert \| |
| További jelöltek |
| Hanzéros János |
| Nagy András |
| Klemm István |
| Csorba János |
| Naszluhácz Géza |
| Juhász Sándor |
| Gyöngyi Béla |
| dr. Sárosi Tibor |
| Kurunczi Zoltánné |
| Lezsák Károly |
| dr. Péter Sándor |
| Jeszenszky Attila |
| Hovorka István |
| Otlec Sándor |
| Petrovszki Mihály |
| Gálfi László |
| Horváth Róbert |

| További jelöltek  |
| ----------------- |
| Hanzéros János    |
| Nagy András       |
| Klemm István      |
| Csorba János      |
| Naszluhácz Géza   |
| Juhász Sándor     |
| Gyöngyi Béla      |
| dr. Sárosi Tibor  |
| Kurunczi Zoltánné |
| Lezsák Károly     |
| dr. Péter Sándor  |
| Jeszenszky Attila |
| Hovorka István    |
| Otlec Sándor      |
| Petrovszki Mihály |
| Gálfi László      |
| Horváth Róbert    |

| MSZDP |
| --- |
| |
| Ágoston Sándor |
| Rokszin György |
| Jenei Bálint |
| Schneider László |
| Juhász Istvánné |
| \| További jelöltek \| \| ------------------ \| \| Végh Károly \| \| Petneházi Bálintné \| \| Bőkény István \| \| Vandra Sándor \| \| Sándor Ferenc \| \| Békési Sándorné \| \| Hermeczi István \| \| Garai János \| \| Tóth László \| \| Nagy András \| |
| További jelöltek |
| Végh Károly |
| Petneházi Bálintné |
| Bőkény István |
| Vandra Sándor |
| Sándor Ferenc |
| Békési Sándorné |
| Hermeczi István |
| Garai János |
| Tóth László |
| Nagy András |

| További jelöltek   |
| ------------------ |
| Végh Károly        |
| Petneházi Bálintné |
| Bőkény István      |
| Vandra Sándor      |
| Sándor Ferenc      |
| Békési Sándorné    |
| Hermeczi István    |
| Garai János        |
| Tóth László        |
| Nagy András        |

| Fidesz |
| --- |
| |
| Kecskeméti János |
| Malatinszki János |
| Végh László |
| Szalma István |
| Vátkai Zoltán |
| \| További jelöltek \| \| ------------------ \| \| dr. Sinóros Sándor \| \| Venyercsan Csaba \| \| Vigyikán Mihály \| \| Gábor János \| \| dr. Polczer Valter \| |
| További jelöltek |
| dr. Sinóros Sándor |
| Venyercsan Csaba |
| Vigyikán Mihály |
| Gábor János |
| dr. Polczer Valter |

| További jelöltek   |
| ------------------ |
| dr. Sinóros Sándor |
| Venyercsan Csaba   |
| Vigyikán Mihály    |
| Gábor János        |
| dr. Polczer Valter |

| Fidesz |
| --- |
| |
| Domokos László |
| Babák Mihály |
| Dancs László |
| Volencsik Zsolt |
| ifj. Vácz Zoltán |
| \| További jelöltek \| \| ---------------- \| \| Dezső Zoltán \| \| Köles István \| \| Csóka János \| \| Giricz Katalin \| \| Fodor Tamás \| |
| További jelöltek |
| Dezső Zoltán |
| Köles István |
| Csóka János |
| Giricz Katalin |
| Fodor Tamás |

| További jelöltek |
| ---------------- |
| Dezső Zoltán     |
| Köles István     |
| Csóka János      |
| Giricz Katalin   |
| Fodor Tamás      |

| NOE             |
| --------------- |
|                 |
| Dankó Pál       |
| Baranyai Béláné |
| Mike Jenő Zsolt |
| Hocz János      |
| Kovács György   |

| SZDSZ |
| --- |
| |
| dr. Pelcsinszki Boleszláv |
| dr. Szécsi István |
| Kökéndy József |
| dr. Marsal György |
| Kocsis L. János |
| \| További jelöltek \| \| ------------------------- \| \| Kmetykó István \| \| Kosaras Béla \| \| dr. Réthy Vilmos \| \| Nagy István \| \| Sós Sándor \| \| dr. Farkas József \| \| Brebovszky Péter \| \| Eitler Gottfried \| \| Bánfalviné Feldmann Ágota \| \| Nemes Roland \| \| Kondacs András \| |
| További jelöltek |
| Kmetykó István |
| Kosaras Béla |
| dr. Réthy Vilmos |
| Nagy István |
| Sós Sándor |
| dr. Farkas József |
| Brebovszky Péter |
| Eitler Gottfried |
| Bánfalviné Feldmann Ágota |
| Nemes Roland |
| Kondacs András |

| További jelöltek          |
| ------------------------- |
| Kmetykó István            |
| Kosaras Béla              |
| dr. Réthy Vilmos          |
| Nagy István               |
| Sós Sándor                |
| dr. Farkas József         |
| Brebovszky Péter          |
| Eitler Gottfried          |
| Bánfalviné Feldmann Ágota |
| Nemes Roland              |
| Kondacs András            |

| MSZP |
| --- |
| |
| Varga Zoltán |
| Albel Andor |
| dr. Gosztolya Ferenc |
| Stafira Sándor |
| dr. Csaba István |
| \| További jelöltek \| \| ---------------------------- \| \| dr. Halász Tibor \| \| Ivanics Katalin \| \| dr. Pankotai István \| \| dr. Frankó Károly \| \| Dütsch Zsolt \| \| dr. Szurovecz Ilona Gyányiné \| \| dr. Jánky Béla \| \| Márk György \| \| Fetser János \| \| dr. Lengyel Albert \| \| Puskás Lajos \| \| Kozák Imréné \| \| Hering Zoltán \| \| Gulyás József \| \| dr. Faludi János \| \| Mojsza József \| |
| További jelöltek |
| dr. Halász Tibor |
| Ivanics Katalin |
| dr. Pankotai István |
| dr. Frankó Károly |
| Dütsch Zsolt |
| dr. Szurovecz Ilona Gyányiné |
| dr. Jánky Béla |
| Márk György |
| Fetser János |
| dr. Lengyel Albert |
| Puskás Lajos |
| Kozák Imréné |
| Hering Zoltán |
| Gulyás József |
| dr. Faludi János |
| Mojsza József |

| További jelöltek             |
| ---------------------------- |
| dr. Halász Tibor             |
| Ivanics Katalin              |
| dr. Pankotai István          |
| dr. Frankó Károly            |
| Dütsch Zsolt                 |
| dr. Szurovecz Ilona Gyányiné |
| dr. Jánky Béla               |
| Márk György                  |
| Fetser János                 |
| dr. Lengyel Albert           |
| Puskás Lajos                 |
| Kozák Imréné                 |
| Hering Zoltán                |
| Gulyás József                |
| dr. Faludi János             |
| Mojsza József                |

| Munkáspárt |
| --- |
| |
| Bánhegyi József |
| Kiss János |
| Kesztyűs Lajos |
| Budavári Albert |
| Molnár Károly |
| \| További jelöltek \| \| ---------------- \| \| Komoróczki Jolán \| \| Kendra János \| \| Győri Imre \| \| Fülöp Péter \| \| Székely Józsefné \| \| Kovács Kálmán \| |
| További jelöltek |
| Komoróczki Jolán |
| Kendra János |
| Győri Imre |
| Fülöp Péter |
| Székely Józsefné |
| Kovács Kálmán |

| További jelöltek |
| ---------------- |
| Komoróczki Jolán |
| Kendra János     |
| Győri Imre       |
| Fülöp Péter      |
| Székely Józsefné |
| Kovács Kálmán    |

| FKGP |
| --- |
| |
| dr. Kepenyes János |
| Süli Ilona |
| Bene András |
| Práth Mihály |
| Fekete László |
| \| További jelöltek \| \| ---------------- \| \| Jenei Sándor \| \| Szabó Lajos \| \| Csepreghy Ferenc \| \| dr. Andor László \| \| Mónus Ferenc \| \| Hanyecz Margit \| \| Horváth Antal \| \| Lestyán Ádám \| \| Zatykó Sándor \| \| Tímár Károly \| \| Gombkötő Sándor \| \| Varga Mihályné \| \| Galambos Imre \| \| Szász András \| |
| További jelöltek |
| Jenei Sándor |
| Szabó Lajos |
| Csepreghy Ferenc |
| dr. Andor László |
| Mónus Ferenc |
| Hanyecz Margit |
| Horváth Antal |
| Lestyán Ádám |
| Zatykó Sándor |
| Tímár Károly |
| Gombkötő Sándor |
| Varga Mihályné |
| Galambos Imre |
| Szász András |

| További jelöltek |
| ---------------- |
| Jenei Sándor     |
| Szabó Lajos      |
| Csepreghy Ferenc |
| dr. Andor László |
| Mónus Ferenc     |
| Hanyecz Margit   |
| Horváth Antal    |
| Lestyán Ádám     |
| Zatykó Sándor    |
| Tímár Károly     |
| Gombkötő Sándor  |
| Varga Mihályné   |
| Galambos Imre    |
| Szász András     |

| KDNP-MDF |
| --- |
| |
| Markó István |
| dr. Demeter László |
| Császár Ferenc |
| dr. Pocsay Gábor |
| dr. Göndös József |
| \| További jelöltek \| \| --------------------- \| \| Németh Béla \| \| dr. Csiby Miklós \| \| dr. Bohdaneczky Mária \| \| dr. Kovács József \| \| dr. Mlinarics József \| \| Gellén János \| \| Miklós Lajos \| \| dr. Kondor Gábor \| \| dr. Szánthó Gyula \| \| Miklya Jenő \| \| Görgényi Tamás \| \| Veszter Vilmos \| \| Számel Sándor \| \| dr. Jeszenszky Géza \| |
| További jelöltek |
| Németh Béla |
| dr. Csiby Miklós |
| dr. Bohdaneczky Mária |
| dr. Kovács József |
| dr. Mlinarics József |
| Gellén János |
| Miklós Lajos |
| dr. Kondor Gábor |
| dr. Szánthó Gyula |
| Miklya Jenő |
| Görgényi Tamás |
| Veszter Vilmos |
| Számel Sándor |
| dr. Jeszenszky Géza |

| További jelöltek      |
| --------------------- |
| Németh Béla           |
| dr. Csiby Miklós      |
| dr. Bohdaneczky Mária |
| dr. Kovács József     |
| dr. Mlinarics József  |
| Gellén János          |
| Miklós Lajos          |
| dr. Kondor Gábor      |
| dr. Szánthó Gyula     |
| Miklya Jenő           |
| Görgényi Tamás        |
| Veszter Vilmos        |
| Számel Sándor         |
| dr. Jeszenszky Géza   |

## A szavazás menete
A választást 1994. december 11-én bonyolították le. A választópolgárok reggel 6 órától kezdve adhatták le a szavazataikat, egészen a 19 órás urnazárásig.

### Részvétel
| szavazó 43,4% | távolmaradó 56,6% |

| érvényes 93,3% |

| szavazó 43,4% | távolmaradó 56,6% |

| érvényes 93,3% |

Hét polgár közül három ment el szavazni
A 271 ezer szavazásra jogosult polgárból 117 ezer vett részt a választásokon (43%). Közülük közel nyolcezren szavaztak érvénytelenül (6,7%).
Általában elmondható, hogy minél kisebb volt egy település lakóinak a száma, annál magasabb volt a részvételi hajlandóság. Ennek megfelelően a kistelepüléseken a polgárok majdnem fele ment el szavazni, míg a középvárosi kerületben ez az arány 40% alatt maradt. A részvétel épp a két legkisebb településen, Újszalontán és Magyardombegyházon volt a legmagasabb (82-82%), a legalacsonyabb pedig Battonyán (30%).
Az érvénytelen szavazatok aránya mindkét választókerületben magas volt (7,1%-6,1%).
| Részvételi adatok választókerületi bontásban | Részvételi adatok választókerületi bontásban | Részvételi adatok választókerületi bontásban | Részvételi adatok választókerületi bontásban | Részvételi adatok választókerületi bontásban | Részvételi adatok választókerületi bontásban | Részvételi adatok választókerületi bontásban | Részvételi adatok választókerületi bontásban | Részvételi adatok választókerületi bontásban | Részvételi adatok választókerületi bontásban | Részvételi adatok választókerületi bontásban | Részvételi adatok választókerületi bontásban |
|                                              |                                              |                                              |                                              | Kistelepülési választókerület                | Kistelepülési választókerület                | Kistelepülési választókerület                |                                              | Középvárosi választókerület                  | Középvárosi választókerület                  | Középvárosi választókerület                  |                                              |
|                                              | jogosultak arányában                         | szavazók arányában                           |                                              | jogosultak arányában                         | szavazók arányában                           |                                              |                                              |                                              |                                              |                                              |                                              |
| -------------------------------------------- | -------------------------------------------- | -------------------------------------------- | -------------------------------------------- | -------------------------------------------- | -------------------------------------------- | -------------------------------------------- | -------------------------------------------- | -------------------------------------------- | -------------------------------------------- | -------------------------------------------- | -------------------------------------------- |
| Választójogosult                             | Választójogosult                             | Választójogosult                             |                                              | 146 924                                      |                                              |                                              |                                              | 123 673                                      |                                              |                                              |                                              |
|                                              | Szavazó                                      | Szavazó                                      | 71 061                                       | 48,37%                                       |                                              | 46 356                                       | 37,48%                                       |                                              |                                              |                                              |                                              |
|                                              | érvényes szavazólap                          | 66 002                                       | 44,92%                                       | 92,88%                                       | 43 517                                       | 35,19%                                       | 93,88%                                       |                                              |                                              |                                              |                                              |
| érvénytelen / hiányzó                        | 5 059                                        | 3,44%                                        | 7,12%                                        | 2 839                                        | 2,30%                                        | 6,12%                                        |                                              |                                              |                                              |                                              |                                              |
| Távolmaradó                                  | Távolmaradó                                  | 75 863                                       | 51,63%                                       |                                              | 77 317                                       | 62,52%                                       |                                              |                                              |                                              |                                              |                                              |
|                                              |                                              |                                              |                                              |                                              |                                              |                                              |                                              |                                              |                                              |                                              |                                              |

| Részvételi adatok településméret szerint | Részvételi adatok településméret szerint | Részvételi adatok településméret szerint | Részvételi adatok településméret szerint | Részvételi adatok településméret szerint | Részvételi adatok településméret szerint | Részvételi adatok településméret szerint |
| Lakók száma                              | Lakók száma                              | Település                                | Választó- jogosult                       | Szavazó                                  | Részvétel                                | Legnagyobb/legkisebb részvétel           |
| ---------------------------------------- | ---------------------------------------- | ---------------------------------------- | ---------------------------------------- | ---------------------------------------- | ---------------------------------------- | ---------------------------------------- |
|                                          |                                          |                                          |                                          |                                          |                                          |                                          |
| Kistelepülési választókerület            |                                          |                                          |                                          |                                          |                                          |                                          |
|                                          | 1 – 1 300                                | 17                                       | 9 619                                    | 5 957                                    | 61,93%                                   | Magyardombegyház 82,20% Bucsa 32,36%     |
| 1 301 – 3 000                            | 27                                       | 41 580                                   | 23 391                                   | 56,26%                                   |                                          | Magyardombegyház 82,20% Bucsa 32,36%     |
| 3 001 – 5 000                            | 9                                        | 27 264                                   | 12 854                                   | 47,15%                                   | Csanádapáca 54,62% Battonya 30,34%       |                                          |
| 5 001 – 10 000                           | 13                                       | 68 461                                   | 28 859                                   | 42,15%                                   | Csanádapáca 54,62% Battonya 30,34%       |                                          |
|                                          |                                          | 66                                       | 146 924                                  | 71 061                                   | 48,37%                                   |                                          |
|                                          |                                          |                                          |                                          |                                          |                                          |                                          |
| Középvárosi választókerület              |                                          |                                          |                                          |                                          |                                          |                                          |
|                                          | 10 001 – 25 000                          | 6                                        | 70 357                                   | 28 439                                   | 40,42%                                   | Mezőberény 47,75% Gyula 32,78%           |
| 25 000 fölött                            | 2                                        | 53 316                                   | 17 917                                   | 33,61%                                   |                                          | Mezőberény 47,75% Gyula 32,78%           |
|                                          |                                          | 8                                        | 123 673                                  | 46 356                                   | 37,48%                                   |                                          |
|                                          |                                          |                                          |                                          |                                          |                                          |                                          |
| Összesen                                 | Összesen                                 | 74                                       | 270 597                                  | 117 417                                  | 43,39%                                   |                                          |

## Eredmények
| Lista    | Lista              | Érvényes szavazat | Érvényes szavazat | Küszöb | Küszöb | Képviselő | Képviselő |
| Lista    | Lista              | Érvényes szavazat | Érvényes szavazat | kt     | kv     | Képviselő | Képviselő |
| -------- | ------------------ | ----------------- | ----------------- | ------ | ------ | --------- | --------- |
|          | MSZP               | 35 555            | 32,46%            | ✓      | ✓      | 14        | 35,0%     |
|          | FKGP               | 21 963            | 20,05%            | ✓      | ✓      | 9         | 22,5%     |
|          | SZDSZ              | 16 287            | 14,87%            | ✓      | ✓      | 6         | 15,0%     |
|          | KDNP-MDF           | 10 639            | 9,71%             | ✓      | ✓      | 4         | 10,0%     |
|          | Munkáspárt         | 7 406             | 6,76%             | ✓      | ✓      | 3         | 7,5%      |
|          | Fidesz             | 5 992             | 5,47%             | ✓      | ✓      | 2         | 5,0%      |
|          | NOE                | 4 710             | 4,30%             | ✗      | ✓      | 1         | 2,5%      |
|          | Polgármesterek     | 3 907             | 3,57%             | ✓      |        | 1         | 2,5%      |
|          | Cs.apácai Gazdakör | 1 301             | 1,19%             | ✗      |        | 0         |           |
|          | MSZDP              | 1 084             | 0,99%             | ✗      |        | 0         |           |
|          | Cigánylakosok      | 675               | 0,62%             | ✗      |        | 0         |           |
| Összesen | Összesen           | 109 519           |                   |        |        | 40        |           |

A választásokat az országos pártok uralták, két képviselői hely kivételével az összes megyeházi széket ők szerezték meg.
A három legnagyobb párt kapta meg a szavazatok bő kétharmadát és a 40 képviselői helyből 29 lett az övék. A közel 110 ezer érvényes szavazatból több mint 35 ezret a szocialistákra, 22 ezret a kisgazdákra, 16 ezret pedig a szabaddemokratákra adtak le. Az MSZP 14, az FKGP 9, az SZDSZ pedig 6 képviselői helyhez jutott.
A nagyobb pártok mögött a KDNP és az MDF közös listája szerezte meg a negyedik helyet, több mint 10 ezer támogató bizalmát nyerve el. Utánuk a Munkáspárt és a Fidesz következett, előbbi 7 és félezer, utóbbi 6 ezer voksot mondhatott a magáénak. A KDNP-MDF lista 4, a Munkáspárt 3, a fiatal demokraták 2 megyeházi helyhez jutottak.
Az országos pártokon kívül csak a Nagyacsaládosok Országos Szövetsége (NOE) és a megyei kistelepülések polgármestereinek a szervezete jutott egy-egy képviselői megbízatáshoz.
Távol volt a bejutási küszöbtől a Csanádapácai Gazdakör, a megyei Cigánylakosok Egyesülete, és a szociáldemokraták listája is.

### Választókerületenként
| Lista    | Lista              | Érvényes szavazat | Érvényes szavazat | Küszöb | Képviselő | Képviselő |
| -------- | ------------------ | ----------------- | ----------------- | ------ | --------- | --------- |
|          | MSZP               | 20 962            | 31,76%            | ✓      | 8         | 36,4%     |
|          | FKGP               | 13 704            | 20,76%            | ✓      | 5         | 22,7%     |
|          | SZDSZ              | 8 065             | 12,22%            | ✓      | 3         | 13,6%     |
|          | KDNP-MDF           | 5 170             | 7,83%             | ✓      | 2         | 9,1%      |
|          | Munkáspárt         | 5 155             | 7,81%             | ✓      | 2         | 9,1%      |
|          | Polgármesterek     | 3 907             | 5,92%             | ✓      | 1         | 4,5%      |
|          | Fidesz             | 3 346             | 5,07%             | ✓      | 1         | 4,5%      |
|          | NOE                | 2 633             | 3,99%             | ✗      | 0         |           |
|          | Cs.apácai Gazdakör | 1 301             | 1,97%             | ✗      | 0         |           |
|          | MSZDP              | 1 084             | 1,64%             | ✗      | 0         |           |
|          | Cigánylakosok      | 675               | 1,02%             | ✗      | 0         |           |
| Összesen | Összesen           | 66 002            |                   | 7/11   | 22        |           |

| Lista    | Lista      | Érvényes szavazat | Érvényes szavazat | Küszöb | Képviselő | Képviselő |
| -------- | ---------- | ----------------- | ----------------- | ------ | --------- | --------- |
|          | MSZP       | 14 593            | 33,53%            | ✓      | 6         | 33,3%     |
|          | FKGP       | 8 259             | 18,98%            | ✓      | 4         | 22,2%     |
|          | SZDSZ      | 8 222             | 18,89%            | ✓      | 3         | 16,7%     |
|          | KDNP-MDF   | 5 469             | 12,57%            | ✓      | 2         | 11,1%     |
|          | Fidesz     | 2 646             | 6,08%             | ✓      | 1         | 5,6%      |
|          | Munkáspárt | 2 251             | 5,17%             | ✓      | 1         | 5,6%      |
|          | NOE        | 2 077             | 4,77%             | ✓      | 1         | 5,6%      |
| Összesen | Összesen   | 43 517            |                   | 7/7    | 18        |           |

| Lista | Választókerület | Eltérés  | Eltérés |
| Lista | Választókerület | Szavazat | %p      |
| ----- | --------------- | -------- | ------- |
| NOE   | kistelepülési   | −8       | -0,01   |
| NOE   | középvárosi     | 336      | +0,77   |

## Az új közgyűlés
| \| 14 \| 9 \| 6 \| 4 \| 3 \| 2 \| 1 \| 1 \| |                |            |            |   |   |   |   |
| Szervezetek                                 | Szervezetek    | Képviselők | Képviselők |   |   |   |   |
|                                             | MSZP           | 14         | 35,0%      |   |   |   |   |
|                                             | FKGP           | 9          | 22,5%      |   |   |   |   |
|                                             | SZDSZ          | 6          | 15,0%      |   |   |   |   |
|                                             | KDNP-MDF       | 4          | 10,0%      |   |   |   |   |
|                                             | Munkáspárt     | 3          | 7,5%       |   |   |   |   |
|                                             | Fidesz         | 2          | 5,0%       |   |   |   |   |
|                                             | NOE            | 1          | 2,5%       |   |   |   |   |
|                                             | Polgármesterek | 1          | 2,5%       |   |   |   |   |
| Összesen                                    | Összesen       | 40         |            |   |   |   |   |
| 14                                          | 9              | 6          | 4          | 3 | 2 | 1 | 1 |

| Elnök                 | Elnök | Elnök |
| --------------------- | ----- | ----- |
| Simon Imre            |       |       |
|                       |       |       |
| MSZP                  |       |       |
|                       |       |       |
| Alelnök               |       |       |
| Pelcsinszki Boleszláv |       | SZDSZ |
|                       |       |       |

December 23-án ült össze a közgyűlés alakuló ülése. A 40 fős testületnek a felét tették a szocialista és szabaddemokrata képviselők, így természetes volt, hogy a megye vezetésére ők tesznek javaslatot. A hivatalban lévő Simon Imrét jelölték újra elnöknek, aki az MSZP kistelepülési listájának éléről jutott be a megyeházára. A megválasztásakor 39 támogató szavazatot kapott. Alelnökké az SZDSZ-es Pelcsinszki Boleszlávot jelölték, aki pártja középvárosi listáját vezette. Az ő jelölése során fölmerült, hogy ne csupán kétpárti legyen a megyét kormányzó koalíció, hanem vonják be a kisgazdákat is. Némi vita után ezt a javaslatot elvetették, majd – 36 rá leadott vokssal – sor kerülhetett a megválasztására.

### A megválasztott képviselők
| MSZP                 |
| -------------------- |
|                      |
| kistelepülések       |
| dr. Simon Imre       |
| Szűcs Károly         |
| Kaszai János         |
| Csizmadia Zoltán     |
| Szilágyi Menyhért    |
| Simon Mihály         |
| Sinka József         |
| Asztalos Józsefné    |
| középvárosok         |
| Varga Zoltán         |
| Albel Andor          |
| dr. Gosztolya Ferenc |
| Stafira Sándor       |
| dr. Csaba István     |
| dr. Halász Tibor     |

| FKGP               |
| ------------------ |
|                    |
| kistelepülések     |
| Setény János       |
| dr. Urbán Sándor   |
| Pardi Gábor        |
| dr. Nyerges Sándor |
| Nagy Lajos         |
| középvárosok       |
| dr. Kepenyes János |
| Süli Ilona         |
| Bene András        |
| Práth Mihály       |

| SZDSZ                     |
| ------------------------- |
|                           |
| kistelepülések            |
| Nagy Béla                 |
| Litauszky Zoltán          |
| Nagy Mihály               |
| középvárosok              |
| dr. Pelcsinszki Boleszláv |
| dr. Szécsi István         |
| Kökéndy József            |

| KDNP-MDF           |
| ------------------ |
|                    |
| kistelepülések     |
| Pápai Zoltán       |
| Szebellédi Zoltán  |
| középvárosok       |
| Markó István       |
| dr. Demeter László |

| Munkáspárt        |
| ----------------- |
|                   |
| kistelepülések    |
| Dobróka János     |
| ifj. Gyuri István |
| középvárosok      |
| Bánhegyi József   |

| Fidesz           |
| ---------------- |
|                  |
| kistelepülések   |
| Kecskeméti János |
| középvárosok     |
| Domokos László   |

| NOE          |
| ------------ |
|              |
| középvárosok |
| Dankó Pál    |

| Polgármesterek |
| -------------- |
|                |
| kistelepülések |
| Szabó Miklós   |

### MTI hírek
- http://archiv1988-2005.mti.hu

A Magyar Távirati Iroda archívuma elérhető a világhálón, abban az 1988 óta megjelent hírek szabadon kereshetők. Ugyanakkor a honlap olyan technológiával készült, hogy az egyes hírekre nem lehet közvetlen hivatkozást (linket) megadni. Így a kereséshez szükséges alapadatok megadásával újra ki kell keresni az adott hírt (cím kulcsszavai, dátum).
1. ↑  „Megalakult Békés megye közgyűlése”, Magyar Távirati Iroda, 1990. december 28. (Hozzáférés: 2018. szeptember 10.)
2. ↑  „Békés megyei közgyűlés - sikeres választás”, Magyar Távirati Iroda, 1991. január 14. (Hozzáférés: 2018. szeptember 10.)
3. ↑  „Maradt a régi közgyűlési elnök Békésben”, Magyar Távirati Iroda, 1994. december 23. (Hozzáférés: 2018. szeptember 15.)